# New York Knicks 1988-1989
La stagione 1988-89 dei New York Knicks fu la 40ª nella NBA per la franchigia.
I New York Knicks vinsero la Atlantic Division della Eastern Conference con un record di 52-30. Nei play-off vinsero il primo turno con i Philadelphia 76ers (3-0), perdendo poi la semifinale di conference con i Chicago Bulls (4-2).

## Roster
| N° | Naz.                   | Ruolo | Sportivo          | Anno | Alt. | Peso |
| -- | ---------------------- | ----- | ----------------- | ---- | ---- | ---- |
| 4  | Stati Uniti (bandiera) | GA    | Johnny Newman     | 1963 | 201  | 86   |
| 6  | Stati Uniti (bandiera) | G     | Trent Tucker      | 1959 | 196  | 88   |
| 7  | Stati Uniti (bandiera) | A     | Kenny Walker      | 1964 | 203  | 95   |
| 8  | Stati Uniti (bandiera) | GA    | Pete Myers        | 1963 | 198  | 82   |
| 11 | Stati Uniti (bandiera) | G     | Rod Strickland    | 1966 | 191  | 79   |
| 13 | Stati Uniti (bandiera) | G     | Mark Jackson      | 1965 | 185  | 82   |
| 21 | Stati Uniti (bandiera) | GA    | Gerald Wilkins    | 1963 | 198  | 84   |
| 33 | Stati Uniti (bandiera) | C     | Patrick Ewing     | 1962 | 213  | 109  |
| 34 | Stati Uniti (bandiera) | AC    | Charles Oakley    | 1963 | 203  | 102  |
| 44 | Stati Uniti (bandiera) | AC    | Sidney Green      | 1961 | 206  | 100  |
| 45 | Stati Uniti (bandiera) | AC    | Eddie Lee Wilkins | 1962 | 208  | 100  |
| 54 | Stati Uniti (bandiera) | C     | Greg Butler       | 1966 | 211  | 109  |
| 55 | Stati Uniti (bandiera) | A     | Kiki Vandeweghe   | 1958 | 203  | 100  |

## Staff tecnico
- Allenatore: Rick Pitino
- Vice-allenatori: Stu Jackson, Jim O'Brien, Ralph Willard